# Rameshbabu Praggnanandhaa
Rameshbabu Praggnanandhaa (* 10. srpna 2005) je indický šachový velmistr. Ve věku 10 let se stal (v té době nejmladším) mezinárodním mistrem, velmistrem se stal ve věku 12 let (v té době druhým nejmladším). Dne 22. února 2022 se ve věku 16 let stal nejmladším hráčem, který porazil tehdejšího mistra světa Magnuse Carlsena, když Carlsena porazil ve rapid šachu na turnaji Airthings Masters Rapid Chess Tournament (tento rekord zlomil Gukeš D 16. října 2022).

## Šachová kariéra
Praggnanandhaa vyhrál v roce 2013 titul mistra světa v šachu mládeže do 8 let a získal titul mistr FIDE. V roce 2015 vyhrál titul v kategorii do 10 let.
V roce 2016 se Praggnanandhaa stal nejmladším mezinárodním mistrem v historii ve věku 10 let, 10 měsíců a 19 dní. Své první velmistrovské normy dosáhl na mistrovství světa juniorů v šachu v listopadu 2017, kde skončil čtvrtý s 8 body. Svou druhou normu získal na turnaji Heraklion Fischer Memorial v Řecku dne 17. dubna 2018. Dne 23. června 2018 dosáhl své třetí a poslední normy na Gredine Open v Ortisei v Itálii, když porazil Lucu Moroniho v osmém kole a stal se ve věku 12 let, 10 měsíců a 13 dní tehdy druhým nejmladším člověkem, který získal titul velmistra (Sergej Karjakin dosáhl titulu ve 12 letech a 7 měsících). Je pátým nejmladším člověkem, který kdy dosáhl titulu velmistra (GM), po Abhimanyu Mishrovi, Sergeji Karjakinovi, Gukeši D a Javochiru Sindarovovi.
V roce 2018 Praggnanandhaa prohrál na Magistral de León Masters ve Španělsku čtyřkolový zápas v rapid šachu proti Wesleymu Soovi 2½–1½.
V červenci 2019 Praggnanandhaa vyhrál Xtracon Chess Open v Dánsku se ziskem 8½/10 bodů (+7–0=3). Dne 12. října 2019 vyhrál mistrovství světa mládeže v kategorii do 18 let se skóre 9/11. V prosinci 2019, ve věku 14 let, 3 měsíců a 24 dní, se stal druhým nejmladším člověkem, který dosáhl ratingu 2600.
V dubnu 2021 Praggnanandhaa vyhrál Polgar Challenge, první etapu (ze čtyř) Julius Baer Challengers Chess Tour, online rapid turnaje pro mladé talenty. Získal 15,5/19, umístil se 1,5 bodu před dalšími nejlépe umístěnými hráči. Toto vítězství mu pomohlo kvalifikovat se na Meltwater Champions Chess Tour dne 24. dubna 2021, kde skončil na 10. místě se skóre 7/15 (+4-5=6) a zaznamenal zde remízu s mistrem světa Magnusem Carlsenem.
Na Světovém poháru v šachu 2021 byl Praggnanandhaa 90. nasazeným hráčem. Porazil GM Gabriela Sargissjana 2-0, Michała Krasenkowa v rapid tiebreaku a Maxima Vachier-Lagraveho.
Dne 20. února 2022 se v online rapid turnaji Airthings Masters Champions Chess Tour stal třetím indickým hráčem (po Ánandovi a Harikrišnovi), který vyhrál hru proti mistru světa Magnusu Carlsenovi v jakémkoli časovém formátu.
Na online turnaji v rapid šachu Chessable Masters v květnu 2022 znovu porazil Carlsena, což byla jeho druhá výhra za 3 měsíce.
Carlsena se mu podařilo potřetí porazil i v FTX Crypto Cupu 2022 a v konečném pořadí skončil druhý právě za Carlsenem.
V lednu 2023 Praggnanandhaa hrál v Tata Steel Chess Masters 2023. Poprvé v klasické hře porazil velmistra s ratingem přes 2800, a to Ting Li-žena . Turnaj zakončil na 9. místě se skóre 6/13. 
Na Světovém poháru v šachu 2023 se 18letý Praggnanandhaa stal nejmladším hráčem Indie a po Višvanáthanu Ánandovi teprve druhým Indem, který se dostal do finále této soutěže. Praggnanandhaa porazil ve 3. kole českého šachistu Davida Navaru a v semifinále pak porazil Fabiana Caruanu v tie-breaku. Ve finále podlehl v tie-breaku Magnusu Carlsenovi a skončil tak na druhém místě.

## Osobní život
Praggnanandhaa se narodil v Čennaí v Tamilnádu dne 10. srpna 2005. Jeho otec Ramešbabu pracuje jako vedoucí pobočky v TNSC Bank, jeho matka Nagalakšmi je v domácnosti a často ho doprovází na národních a mezinárodních soutěžích. Navštěvoval Velammal Main Campus v Čennai. Je mladším bratrem velmistryně a mezinárodní mistryně R. Vaishali.